# Louis-Eugène Cavaignac
Louis-Eugène Cavaignac (Paris, 15 de outubro de 1802 – Ourne, Sarthe, 28 de outubro de 1857), segundo filho de Jean-Baptiste Cavaignac e irmão de Eleonore Louis Godefroy Cavaignac, general e político francês, foi governador-geral da Argélia e depois Ministro da Guerra. Em 1848, foi investido de poderes ditatoriais, que lhe permitiram sufocar a insurreição de junho dos operários parisienses, e depois alçado à chefia do Poder Executivo. Candidato à presidência da República, foi derrotado em dezembro por Luís Napoleão, futuro Napoleão III.
Curiosidade: A moda de usar uma barbicha na ponta do queixo foi lançada pelo imperador Napoleão III de França, mas foi Louis-Eugene Cavaignac quem, no Brasil, batizou esse estilo de barba. Mesmo não usando frequentemente este tipo de barba, os brasileiros provavelmente adotaram o termo porque conheceram uma imagem rara do militar ou porque o tomaram por Napoleão em alguma confusão.